# 抗凝剂
抗凝剂（anticoagulant）又称抗凝药、抗凝血劑、抗凝血藥，是防止或减少血液凝固、延长凝血时间的化学物质。俗稱“薄血藥／丸”（blood thinner）；若用于称呼天然物质（如吸血动物唾液物质）则称为抗凝素、抗凝物、抗凝血素。
抗凝（anticoagulation）或抗凝作用，是除去或抑制血液中的某些凝血因子，阻止血液凝固的物理或化学方法，包括抗凝剂的使用。
抗凝剂包含多種不同的藥物，主要的用途是避免血栓形成；其次就是當病人需要連接往一些醫療儀器，又或需要接受輸血，又或其血液需要送往化驗時，亦會加入抗凝血素，以免血液凝固。

## 藥物用途
透過利用抗凝血素，可以防止下肢深靜脈血栓形成、肺栓塞、心肌梗塞及中風等因血栓引起的疾病。這些疾病都可致命。
一直以來，一些患有心血管病的病患者需要服用抗凝血藥來預防血管栓塞，被稱為舊式抗凝血藥的華法林（warfarin），50多年來沿用至今，只要小心監察及使用正確的劑量，甚見藥效。然而，華法林很容易和日常生活中的食物和藥物「相衝」，以致影響藥效，加上服藥者如一時大意忘記定期驗血，醫生就很難根據血液狀況，調較合適劑量來維持藥效。雖然這會為服用者及其家人帶來煩惱及不安，但為確保舊式抗凝血藥在合適的劑量範圍提供效用及安全，服用者亦需遵從指示。
需要服用抗凝血藥的病人，主要是患了某些心血管病，包括心房顫動以及植入了人工心瓣的患者，服藥主要是預防中風；至於因靜脈栓塞引致深層靜脈栓塞或肺栓塞的患者，服藥則主要防止形成更多血塊；此外，抗凝血藥亦可能用於一些心臟病或手術後，以減低血凝固有關的併發症。
過去50多年來，醫學界一直採用傳統抗凝血藥華法林，以預防由心房顫動所引起的中風。然而因華法林的藥效易受多種因素影響，因此無論是對醫護人員或患者本身，華法林均未算是理想的治療選擇。2011年醫院管理局更指出，華法林屬高風險藥物之一，因此醫謢人員及患者在使用華法林時均需格外留神。

## 需定期驗血調整劑量
每個病患者對華法林這種舊式抗凝血藥的反應不同，即使同一個病人，因生活習慣的改變，在不同時期對此藥的反應也有差異，所以醫生規定服藥病人要定期驗血，以緊密監察其血液凝固功能來調整劑量。服藥者也因此必須緊記按醫生指示定期驗血，以及不要混淆及忘記服藥時間和劑量，如誤服不當劑量，則不能有效減低中風風險或患者會出現的嚴重出血情况。
血液凝固指數（即坊間所謂血液濃度）以INR－國際標準化凝血酶原時間比值5為指標，可從驗血得知。對心房顫動、深層靜脈栓塞或肺栓塞的病人來說，當指數維持於2.0至3.0時，藥效就能發揮得最好；當INR少於2，則所謂血太濃，中風風險隨之增加，當INR多過3.9，則所謂血太稀，腦出血風險也會大大增加。
2010年，國際權威醫學期刊《刺針》指出，華裔(陸港台三地)心房顫動患者服用華法林時，其凝血指數不能維持在安全水平 (INR 2-3)的時間較西方患者為多。以香港為例，本港病人有高達36% 的時間不能將凝血指數控制在理想及安全水平之內，因此，他們出現中風或腦出血的風險比歐美地區為高，預計實際情況比研究數據更欠理想。

## 食物及藥物與舊式抗凝血藥相衝
根據血液凝固功能（坊間俗稱血液濃度）以調整適當劑量來維持藥效確不容易，因為華法林這種舊式抗凝血藥很容易會跟很多常用的藥物及常吃的食物互相影響，例如在日常生活中，服用維生素K及一些含有豐富維生素K的食物如綠葉蔬菜等會減低此藥的抗凝固功效，增加血管閉塞或中風的機會；至於服用維生素E，則會加強藥效，導致出血機會大增。此外，部份中藥亦會影響藥效，如丹參可增加抗凝血的功效；非類固醇消炎止痛藥（NSAIDs）、阿士匹靈（阿司匹林）及其他抗血小板功能的藥物，如雙嘧達莫、氯吡格雷及噻氯匹定（Ticlopidine）等與此藥一併使用，會增加出血的機會。
據香港醫院藥劑師學會藥物教育資源中心與病人組織「關心您的心」的調查發現，有近1成服用抗凝血藥的人士曾因誤食相沖食物或誤服劑量入院，情況值得關注。組織呼籲，正服用華法林的病人，需要留意相沖的食物，並依照醫生指引進食，進食任何補健產品前需諮詢醫生意見，不應自行服用。若屢次出現相沖情況，應與醫生及藥劑師相討解決辦法。

## 直接作用口服抗凝剂
舊式抗凝血藥有其局限，而新一代抗凝血藥出現帶來了新的突破，它们更是近五十年來首隻獲批核使用的口服抗凝血藥物 ，统称“直接作用口服抗凝剂”（DOACs）或旧名“新口服抗凝剂”（NOACs），可透過針對性地阻止凝血酶活動，以達到抗凝血效果，有效減低中風。藥效不但不易受食物或藥物的影響，亦不需經常驗血監察凝血指數，提供可預測而穩定的抗凝血效果。
歐洲心臟協會在最新的指引亦提到，心房顫動患者在選擇抗凝血藥時，除了較傳統的華法林外，可優先使用較新式的抗凝血藥物，如：達比加群（達比加群酯）或 利伐沙班（rivaroxaban）。研究証實達比加群療效比華法林高，用於亞洲裔患者的每年出現中風和全身性栓塞的機會率降低高達55%，副作用所引致的腦出血風險亦較華法林低﹔而利伐沙班暫時未有發布亞洲裔患者的用藥數據，而其全球的大型臨床研究發現其藥效與華法林相當 。新式抗凝血藥現只批核用於預防由非心瓣性心房顫動所引起的中風及於成人在髖骨及膝蓋置換手術後預防靜脈栓塞（血栓）。

## 抗血小板藥未能代替華法林
阿士匹靈有時會被誤會可代替華法林這種舊式抗凝血藥。其實兩者是有分別的。阿士匹靈是抗血小板藥，能使血液中的血小板黏性降低，減低了血栓的形成，因而減低中風的機會。早期的臨床數據亦支持這個醫學觀點 ，因此阿士匹靈成為了抗凝血藥物以外的另一治療選擇。然而近年醫學界愈來愈多臨床數據發現，對於阿士匹靈在預防由房顫引起的中風，其成效總結如下：
- 阿士匹靈在預防由房顫引起的中風藥效較差，未如預期般理想；
- 房顫患者服用阿士匹靈後，其缺血性中風比率與服用安慰劑的患者沒有顯著分別 。

有見及此，歐洲心臟協會於2012年更新用於心房顫動的治療指引中，建議「中至高」中風風險的患者服用抗凝血藥以預防中風，而低風險的患者則毋須服用任何藥物。「阿士匹靈」則只會用於未能接受抗凝血藥治療的房顫患者身上。

## 日常飲食須知
服食舊式抗凝血藥華法林的病人應避免用：
- 蔬果類：莧菜、青豆角、芥蘭、菠菜、通菜、韮菜、君達菜（豬乸菜）、豆苗、枸杞、香茜、大量蒜頭、木耳、木瓜、白果、紅莓及牛油果；
- 飲料類：綠茶、日式綠茶及龍井；紅莓汁、酒精、營養補充品及營養奶；
- 藥材湯料：淮山、杞子、茨實及其他藥材湯料；
- 中西藥類：中藥補品（尤其補血類別的）；中、西成藥、維生素丸；
- 食油類：芥花籽油、黃豆油；
- 肉類：肝臟。

限制份量進食（適當份量必須諮詢醫護人員或醫院的營養師）：
主要是蔬果類：白菜、椰菜花、芥菜、椰菜、生菜、小棠菜、蘭度豆、菜芯、絲瓜、蘆筍、西蘭花、三角豆、奇異果、西梅、綠豆及黃豆。

## 日常注意事項
1. 華法林這種舊式抗凝血藥可能導致胎兒先天缺陷。服藥病人如計劃懷孕或已懷孕，應立即告知醫生。
2. 服用華法林這種舊式抗凝血藥最常見的副作用是出血，若有不正常的出血或以下病徵，就應立即求診：
  - 不正常的出血，例如割傷流血不止、不停流鼻血或擦牙時出血比平常多；
  - 不正常的瘀痕；
  - 女士月經時的流血量比正常多（或有其他不正常陰道出血）；
  - 大便帶血或呈黑色；
  - 血尿、紅色或暗棕色尿；
  - 腹痛或腫脹；
  - 頭痛、視力模糊、虛弱、說話不清、暈眩。
3. 在日常生活中，服藥病人對以下容易造成流血的事情要加倍注意：
  - 請告知所有醫生（內科或外科）或牙醫你正在服用華法林，以便作出適當的安排；
  - 應盡量避免參與一些容易引致身體嚴重受傷的活動或運動；
  - 如不慎跌倒或撞傷，必須通知你的醫生；
  - 在刷牙、使用牙線或剃鬚時，應加倍小心，並盡可能使用軟毛牙刷及電動鬚刨；
  - 不可隨意服用含有維生素K的補充劑，因為維生素K會減低華法林的功效，日常很多食物含有維生素K，例如綠葉蔬菜等等，為免影響華法林的藥效，病人應保持穩定的飲食習慣；
  - 某些食物（例如奶類）含添加維生素K，在食用前或計劃更改食用此類食品的習慣時，應事先向醫生查詢；
  - 避免飲酒。

## 替代產品
- 納豆激酶
- 達比加群酯

## 外部連結
- AgroMedic - Medicinal Leeches,Malaysia Leeches(Hirudinaria Manillensis)
- Staying Active and Healthy with Blood Thinners DVD （页面存档备份，存于） by the Agency for Healthcare Research and Quality